# Fight Against Myself
Fight Against Myself – utwór niemieckiego zespołu Elaiza promujący debiutancki album studyjny formacji zatytułowany Gallery. Piosenka została napisana przez wokalistkę grupy, Elżbietę Steinmetz, we współpracy z Adamem Kesselhautem i Frankiem Kretschmerem, producentem całości razem z Ingo Politzem. Utwór został wydany na singlu „Is It Right” 28 lutego 2014 w dystrybucji cyfrowej.
Utwór znalazł się w stawce konkursowej niemieckich eliminacji Unser Song für Dänemark do 59. Konkursu Piosenki Eurowizji.
Oficjalny teledysk do piosenki ukazał się 22 stycznia 2014 roku.

## Notowania na listach przebojów
| Kraj   | Lista (2014)  | Najwyższe miejsce |
| ------ | ------------- | ----------------- |
| Niemcy | Single Top 50 | 50                |